# مارسلو مارتینسی
مارسلو مارتینسی (اسپانیایی: Marcelo Martinessi‎؛ زادهٔ ۱ ژانویهٔ ۱۹۷۳) یک کارگردان فیلم، و فیلم‌نامه‌نویس اهل پاراگوئه است.

## فیلمشناسی
- وارثین